# Sous le règne de Bone
Sous le règne de Bone   (titre original : Rule of the Bone)  est un roman américain de Russell Banks paru en 1995.
Il s'agit d'une œuvre appartenant au genre du roman d'apprentissage. 

## Résumé
Le narrateur,  Chappie,  est un jeune américain âgé de 14 ans, plus tard surnommé Bone en raison d'un tatouage qu'il porte. Après avoir quitté l'école, il tombe sous l'influence d'un immigré clandestin jamaïcain rastafarien.
Le roman compte deux parties. La première narre les difficultés de sa famille dans l'Amérique d'aujourd'hui. La seconde se passe en Jamaïque.

## Particularités du roman
Quelques critiques, comme Michiko Kakutani du New York Times, estiment que ce roman se situe dans la lignée d'autres romans qui traitent des rébellions propres à l'adolescence comme  L'Attrape-cœurs de J. D. Salinger  ou Les Aventures de Huckleberry Finn de Mark Twain. 
Le livre contient des descriptions explicites d'utilisation de drogue et d'abus sexuel, qui en raison de l'âge du narrateur, ont contribué à susciter une polémique lors de la publication aux États-Unis.